# Nyborg Vor Frue Kirke
 For alternative betydninger, se Vor Frue Kirke. (Se også artikler, som begynder med Vor Frue Kirke)
Nyborg Vor Frue Kirke (eller Vor Frue Kirke eller Nyborg Kirke) er en kirke i Nyborg. Den blev bygget i årene 1388 til 1428, hvor biskoppen pinsedag indviede kirken til Jomfru Maria.

## Historie
De vestlige dele af kirken blev bygget først, derefter de østlige dele. Deriblandt koret og muligvis tre kapeller. Der blev senere tilføjet et nordvendt sideskib og to tårne, hvor det vestvendte var større end det østvendte. Kirken havde fem skibe frem til begyndelsen af 1870'erne, hvor flere af dem blev revet ned. Kirken blev renoveret indvendigt i 1970'erne, hvor der blandt andet blev fjernet en altertavle, og i 2005, hvor der blandt andet blev kalket og malet.

## Inventar
I 1585 fik kirken en døbefont fra renæssancen (lavet af træ) skænket af borgmester Peder Jensen Skriver. Kirken har desuden en døbefont af granit (formentlig fra 1100-tallet), der blev overført fra en anden kirke i byen, da denne blev revet ned i 1530'erne.
I 1640 fik kirken en malmkrone (Apostelkronen) skænket af Sidsel Knudsdatter, enke efter Nyborgs borgmester Peder Nielsen, der er begravet ved kirken. Forinden havde rådmand Mads Lerche, der senere blev borgmester (og desuden var Sidsel Knudsdatters første ægtemand), skænket kirken en anden krone (Mariakronen). Prædikestolen stammer fra 1653. Kirken har desuden en gitterport fra 1649, udført af Caspar Fincke.
Kirkens hovedorgel blev bygget i 1973 af P.G. Andersen. I 2021 blev det udvidet af Marcussen & Søn og har nu 44 registre. Kirken har også et mindre kororgel fra 1872.
I 2015 fik kirken opsat et nyt altervindue, udført af Maja Lisa Engelhardt.

## Galleri
- Kirkens tårn
- Alteret
- Caspar Finckes bomærke i gitterporten
- Udsnit af det store korbuekrucifiks